# École polytechnique de l'université de Lund
L'École polytechnique de l'université de Lund (en suédois : Lunds Tekniska Högskola ou LTH) est une grande école d'ingénieurs faisant partie de l'université de Lund. L'École emploie environ 1 500 personnes (2022) et accueille presque 10 000 étudiants, dont 650 sont diplômés chaque années. LTH propose 16 cursus ingénieur, 5 bachelors et 19 Master internationaux avec des spécialisations dans la construction, l'architecture, ou encore le design industriel. Elle coopère dans le réseau TIME.